# Adrian Gomboc
Adrian Gomboc (* 20. Januar 1995 in Murska Sobota) ist ein slowenischer Judoka. 
Der 1,70 m große Judoka startete bis 2011 im Superleichtgewicht (bis 60 kg), seither im Halbleichtgewicht (bis 66 kg). 
2013 gewann er vor heimischem Publikum in Ljubljana die Bronzemedaille bei den U21-Weltmeisterschaften. 2014 belegte er den siebten Platz bei den Europameisterschaften. 2015 gewann er die Weltcupturniere in Cluj-Napoca und in Taipeh. Im April 2016 erreichte Gomboc bei den Europameisterschaften das Halbfinale, dort unterlag er dem Briten Colin Oates und verlor anschließend den Kampf um Bronze gegen den Russen Arsen Galstjan. Bei den Olympischen Spielen in Rio de Janeiro erreichte der Slowene erneut das Halbfinale. Nach seiner Niederlage gegen den Italiener Fabio Basile unterlag er dem Usbeken Rishod Sobirov im Kampf um die Bronzemedaille.
2017 erreichte Gomboc das Finale der Europameisterschaften in Warschau und erhielt die Silbermedaille hinter dem Ukrainer Georgii Zantaraia. Ein Jahr später siegte er im Finale der Europameisterschaften in Tel Aviv gegen den Italiener Matteo Medves. Bei den Olympischen Spielen in Tokio erreichte er den siebten Platz, nachdem er im Viertelfinale gegen den Südkoreaner An Ba-ul verloren hatte.

## Slowenische Meistertitel
- Halbleichtgewicht: 2012, 2013, 2014, 2015, 2017
- Leichtgewicht: 2018, 2019, 2020